# Prosthechea brassavolae
Prosthechea brassavolae är en orkidéart som först beskrevs av Heinrich Gustav Reichenbach, och fick sitt nu gällande namn av Wesley Ervin Higgins. Prosthechea brassavolae ingår i släktet Prosthechea och familjen orkidéer. Inga underarter finns listade i Catalogue of Life.
Artens utbredningsområde är från Mexiko till Centralamerika.

## Bildgalleri

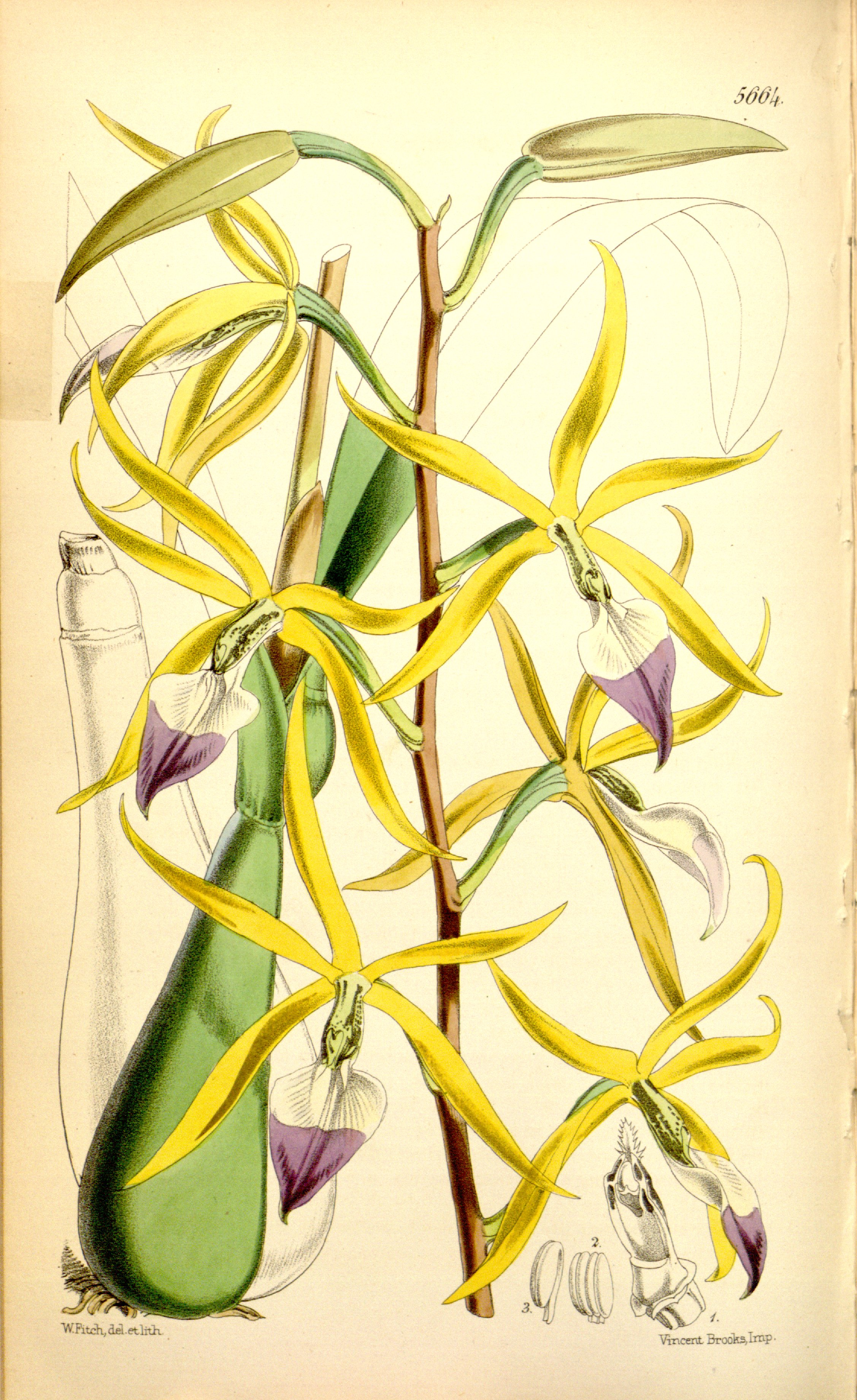
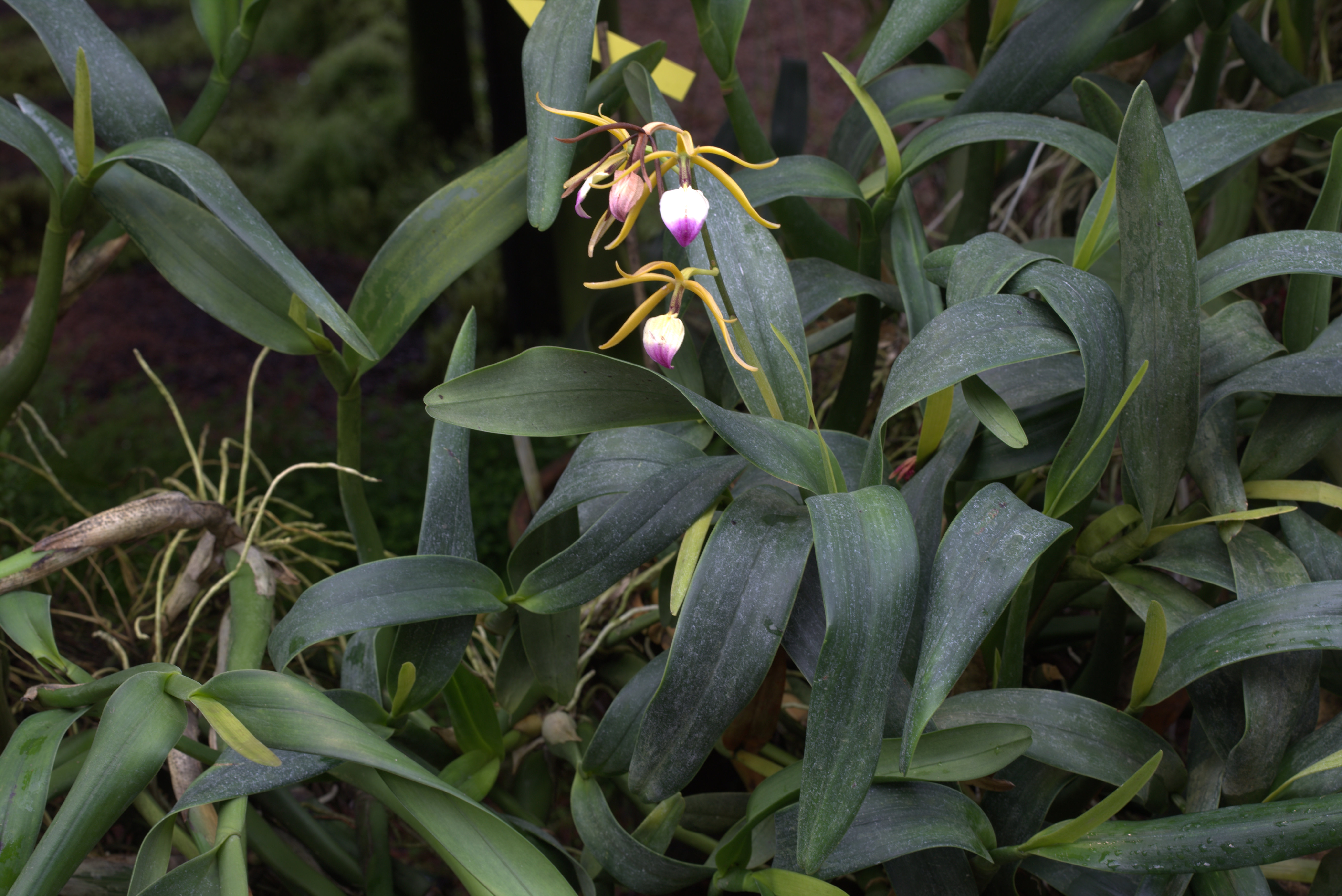
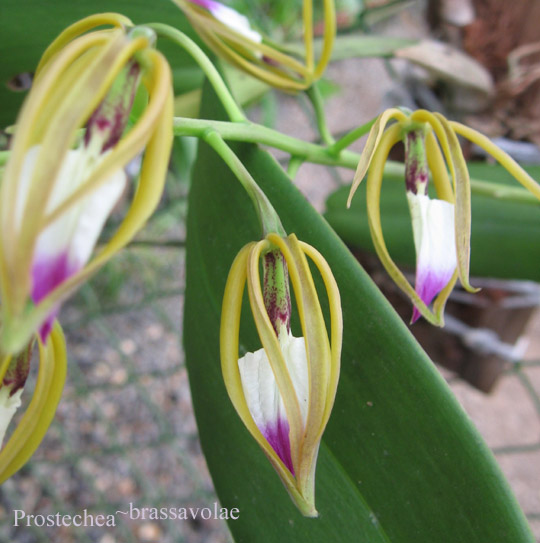